# Voetbalkampioenschap van Saale-Elster 1928/29
In 1928/29 werd het twaalfde voetbalkampioenschap van Saale-Elster gespeeld, dat georganiseerd werd door de Midden-Duitse voetbalbond. Naumburger SpVgg 05 werd kampioen en plaatste zich voor de Midden-Duitse eindronde. De club versloeg FC Preußen 1909 Biehla en verloor dan van Sportfreunde Leipzig. 

## Gauliga
| Plaats | Club                            | Wed. | W  | G | V  | Saldo | Ptn.  |
| ------ | ------------------------------- | ---- | -- | - | -- | ----- | ----- |
| 1.     | Naumburger SpVgg 05             | 18   | 14 | 1 | 3  | 73:31 | 29:7  |
| 2.     | TuRV 1861 Weißenfels            | 18   | 11 | 3 | 4  | 84:35 | 25:11 |
| 3.     | SC 24 Grana/Zeitz               | 18   | 8  | 6 | 4  | 41:29 | 22:14 |
| 4.     | SpVgg 1919 Teuchern             | 18   | 8  | 6 | 4  | 46:36 | 22:14 |
| 5.     | Weißenfelser FV Schwarz-Gelb 03 | 18   | 9  | 3 | 6  | 68:42 | 21:15 |
| 6.     | SpVgg 1910 Zeitz                | 18   | 8  | 4 | 6  | 47:46 | 20:16 |
| 7.     | Zeitzer BC 1903                 | 18   | 8  | 2 | 8  | 51:62 | 18:18 |
| 8.     | SC 1903 Weißenfels              | 18   | 4  | 3 | 11 | 34:63 | 11:25 |
| 9.     | SV Blau-Gelb 07 Weißenfels      | 18   | 1  | 4 | 13 | 25:67 | 6:30  |
| 10.    | BC 1920 Naumburg                | 18   | 2  | 2 | 14 | 27:85 | 6:30  |

|  | Kampioen, geplaatst voor Midden-Duitse eindronde |